# Unterseeboot 541
L'Unterseeboot 541 (ou U-541) était un sous-marin allemand utilisé par la Kriegsmarine pendant la Seconde Guerre mondiale.

## Historique
Après sa formation à Stettin dans la 4. Unterseebootsflottille jusqu'au 31 octobre 1943, l'U-541 est affecté à une unité de combat à la base sous-marine de Lorient dans la 10. Unterseebootsflottille. À la suite de l'avancée des forces alliées en France, il rejoint la 33. Unterseebootsflottille à Flensbourg à partir du 1er novembre 1944.
À la reddition de l'Allemagne nazie, l'U-541 se rend aux Alliés à Gibraltar le 14 mai 1945. Puis, il est transféré à Lisahally en Irlande en vue de l'opération alliée de destruction massive d'U-Boote (Deadlight).

Il est coulé le 5 janvier 1946 dans l'Atlantique nord à la position géographique de 55° 38′ N, 7° 35′ O

## Affectations successives
- 4. Unterseebootsflottille du 24 mars 1943 au 31 octobre 1943
- 10. Unterseebootsflottille du 1er novembre 1943 au 31 octobre 1944
- 33. Unterseebootsflottille du 1er novembre 1944 au 8 mai 1945

## Commandement
- Oberleutnant zur See, puis Kapitänleutnant Kurt Petersen du 24 mars 1943 au 12 mai 1945

## Navires coulés
L'U-541 a coulé 1 navire marchand de 2 140 tonneaux au cours des 4 patrouilles qu'il effectua.

## Sources
- (en) U-541 sur Uboat.net